# John Rettig

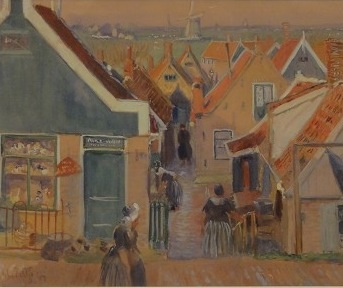
John Rettig, Volendam, um 1905

John Rettig (* 1855 in Cincinnati, Ohio, USA; † 1932 ebenda) war ein US-amerikanischer Maler, Bühnenbildner, Wandmaler und Keramiker, der vor allem für seine Landschaftsgemälde bekannt ist. Er arbeitete zusammen mit seinem jüngeren Bruder Martin Rettig an der Dekoration und Modellierung von Rookwood Pottery.

## Leben
John Rettig wurde 1855 als Sohn eines deutschen Bierbrauers in Cincinnati, Ohio, geboren. Bereits im Alter von 15 Jahren begann er mit der Freskomalerei. Er studierte an der McMicken School of Design, einer Abteilung der University of Cincinnati, und schloss sein Studium 1881 ab. Anschließend setzte er seine Ausbildung an der Art Academy of Cincinnati fort, wo er unter anderem bei Frank Duveneck und Edward Henry Potthast studierte. Rettig reiste nach Europa und studierte in Paris bei den Malern Raphaël Collin und Gustave Courtois.

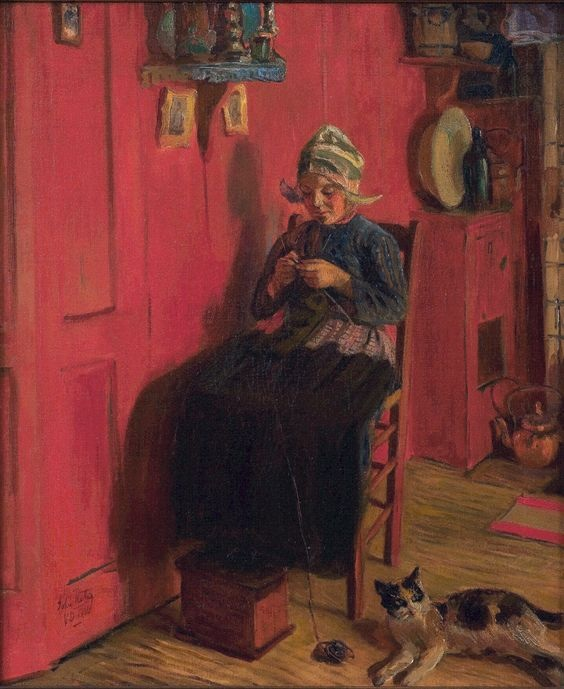
John Rettig, The red interior, 1906

John Rettig reiste viel und nutzte das im Ausland erworbene Wissen für seine Geschichtsshows wie „Der Fall Babylons“ und „Montezuma oder die Eroberung Mexikos“. Einige dieser Shows wurden im Auftrag von Barnum und Bailey produziert. Er besuchte mit seiner Frau häufig Volendam in den Niederlanden, dessen Sehenswürdigkeiten in seinen Gemälden aus dieser Zeit zu sehen sind. Nachdem sie jahrelang holländische Artefakte gesammelt hatten, richteten die Rettigs in ihrem Haus in Ohio ein authentisches holländisches Zimmer ein. Er war zweimal Präsident des Cincinnati Art Club, von 1890 bis 1892 und erneut von 1908 bis 1910. John Rettig verstarb 1932 im Alter von 75 Jahren in einem Krankenhaus in Cincinnati.